# 美浜町立上野間小学校
美浜町立上野間小学校（みはまちょうりつ かみのましょうがっこう）は、愛知県知多郡美浜町にある公立小学校。

## 校区
- 美浜町北部の小学校であり、大字上野間、美浜緑苑、大字奥田（字田原谷の一部）が校区である。公立中学校の場合の進学先は美浜町立野間中学校である[1]。
- 旧・知多郡小鈴谷町の小学校であった。

## 沿革
- 1874年（明治7年） - 涵養学校として開校する。
- 1878年（明治11年） - 上野間村と坂井村が合併し、稲早村となる。
- 1881年（明治14年） - 稲早村が分立し、上野間村と坂井村となる。
- 1887年（明治20年） - 尋常小学上野間学校に改称する。
- 1889年（明治22年）10月1日 - 町村制により上野間村が発足。
- 1892年（明治25年） - 上野間尋常小学校に改称する。
- 1906年（明治39年）7月1日 - 小鈴谷村、大谷村、坂井村、上野間村が合併し、小鈴谷村が発足する。
- 1907年（明治40年） - 高等科を設置し、小鈴谷第二尋常高等小学校に改称する。校区は上野間、坂井となる。
- 1909年（明治42年） - 現在地に校舎が完成する。
- 1941年（昭和16年）4月1日 - 小鈴谷村第二国民学校に改称する。
- 1944年（昭和19年）4月1日 - 小鈴谷村南国民学校に改称する。
- 1947年（昭和22年）4月1日 - 小鈴谷村立南小学校に改称する。
- 1952年（昭和27年）7月1日 - 小鈴谷村が町制施行し、小鈴谷町となる。同時に小鈴谷町立南小学校に改称する。
- 1957年（昭和32年）
  - 3月31日 - 小鈴谷町が分割され、大谷、小鈴谷、坂井は常滑市に編入され、上野間は美浜町に編入される。南小学校は美浜町の小学校となり、美浜町立小鈴谷南小学校に改称する。常滑市に編入された坂井地区は、小鈴谷南小学校へ委託される。
  - 5月 - 美浜町と常滑市で学校組合を設立する。小鈴谷南小学校は学校組合の小学校となり、常滑市美浜町学校組合立小鈴谷南小学校に改称する。校区は常滑市坂井と美浜町上野間となる。
- 1960年（昭和35年）4月 - 美浜町と常滑市の学校組合を解消する。小鈴谷南小学校は美浜町立上野間小学校に改称する。校区は上野間となり、常滑市坂井地区を委託される。
- 1963年（昭和38年）4月 - 常滑市と美浜町の間での児童委託が改称され、常滑市坂井地区の児童は常滑市立小鈴谷小学校に移る。
- 1964年（昭和39年） - 体育館が完成する。
- 1995年（平成7年） - 校舎を新築する。
- 1997年（平成9年） - 新体育館が完成する。

## 交通アクセス
- 名鉄知多新線上野間駅下車、徒歩約10分。
- 知多バス常滑南部線「上野間小学校前」バス停より徒歩すぐ。

## 周辺施設
- 上野間保育所
- 上野間郵便局
- JAあいち知多上野間
- 野間神社

## 統合計画
- 少子化、施設の老朽化もあり、美浜町の全ての小学校（5校）と中学校（2校）を統合し、小中一貫校に再編する計画である。小中一貫校は日本福祉大学美浜キャンパスの敷地内に設置され、2028年4月の開校予定である。